# Индиън Уелс (Калифорния)
Вижте пояснителната страница за други значения на Индиън Уелс.
Индиън Уелс (на английски: Indian Wells) е град в окръг Ривърсайд, щата Калифорния, САЩ. Индиън Уелс е с население от 3816 жители (2000) и обща площ от 34,7 km². Намира се на 27 m надморска височина. ЗИП кодовете му са 92210, а телефонният му код е 760.
Известен е с турнира по тенис БНП Париба Оупън.